# Hermonassa tapaishana
Hermonassa tapaishana är en fjärilsart som beskrevs av Charles Boursin 1967. Hermonassa tapaishana ingår i släktet Hermonassa och familjen nattflyn. Inga underarter finns listade i Catalogue of Life.